# Centrale enkelvoudige algebra
In de ringtheorie en aanverwante deelgebieden van wiskunde is een centrale enkelvoudige algebra CEA over een lichaam/veld {\displaystyle K} een eindig-dimensionale associatieve algebra {\displaystyle A} die enkelvoudig is en waarvoor het centrum exact gelijk is aan {\displaystyle K}. Met andere woorden elke enkelvoudige algebra is een centrale enkelvoudige algebra over haar centrum. 
De complexe getallen {\displaystyle \mathbb {C} } vormen bijvoorbeeld een CEA over zichzelf, maar niet over de reële getallen {\displaystyle \mathbb {R} } (het centrum van {\displaystyle \mathbb {C} } is geheel  {\displaystyle \mathbb {C} }, niet alleen {\displaystyle \mathbb {R} }). De quaternionen {\displaystyle \mathbb {H} } vormen een vierdimensionale centrale enkelvouidige algebra over {\displaystyle \mathbb {R} }. 
Volgens de stelling van Artin-Wedderburn is een enkelvoudige algebra {\displaystyle A} voor een delingsring {\displaystyle S} isomorf met een {\displaystyle M(n,S)}. Gegeven twee centrale enkelvoudige algebra's {\displaystyle A\sim M(n,S)} en {\displaystyle B\sim M(m,T)} over hetzelfde lichaam/veld {\displaystyle F}, worden {\displaystyle A} en {\displaystyle B} soortgelijk (of brauer-equivalent) genoemd als hun delingsringen {\displaystyle S} en {\displaystyle T} isomorf zijn. De verzameling van alle equivalentieklassen van centrale enkelvoudige algebra's over een gegeven lichaam/veld {\displaystyle F} kan, onder deze equivalentierelatie, worden uitgerust met een groepsoperatie die door het tensorproduct van algebra's wordt gegeven. De resulterende groep {\displaystyle \mathrm {Br} (F)}  wordt de brauer-groep van het veld {\displaystyle F} genoemd. 

## Eigenschappen
- Elk automorfisme van een centrale enkelvoudige algebra is een inwendig automorfisme. Dat volgt uit de stelling van Skolem-Noether.
- De dimensie van een centrale enkelvoudige algebra als een vectorruimte over haar centrum is altijd een kwadraat .
- Als {\displaystyle S} een enkelvoudige deelalgebra is van een centrale enkelvoudige algebra {\displaystyle A}, deelt {\displaystyle \dim _{F}S}  vervolgens {\displaystyle \dim _{F}A}.
- Elke vierdimensionale centrale enkelvoudige algebra over een lichaam/veld {\displaystyle F} is isomorf met een quaternionenalgebra. Het is in feite ofwel een twee-bij-twee-matrixalgebra, ofwel een delingsalgebra.